# Marele Premiu al Stiriei
Marele Premiu al Stiriei a fost un eveniment de curse cu motor de Formula 1, care s-a desfășurat pe Red Bull Ring, numit după Stiria, provincia din Austria în care se află circuitul. Introdus în 2020 pentru a maximiza numărul de Mari Premii în timpul sezoanelor afectate de pandemia de COVID-19, evenimentul din Stiria s-a desfășurat în săptămână consecutivă cu Marele Premiu al Austriei, pe același circuit.

## Istoric

### 2020
Pandemia de COVID-19 din 2020 a dus la întreruperea calendarului original, cu o serie de evenimente anulate. Marele Premiu al Stiriei a fost adăugat la calendarul revizuit ca o cursă „unică”, ca și alte câteva Mari Premii noi sau care revin, pentru a compensa pierderea altor curse. După Marele Premiu al Austriei din 2020, a fost a doua cursă consecutivă pe Red Bull Ring. Lewis Hamilton s-a calificat în pole și a câștigat cursa.

### 2021
În ciuda intenției inițiale ca Marele Premiu al Stiriei să se desfășoare ca un eveniment unic în 2020, evenimentul a revenit în 2021 ca a opta etapă a campionatului pentru a înlocui Marele Premiu al Turciei care a fost amânat din cauza restricțiilor de călătorie pentru a gestiona pandemia de COVID-19. Max Verstappen s-a calificat în pole și a câștigat cursa.
Marele Premiu al Stiriei a fost întrerupt pentru 2022, Red Bull Ring găzduind doar Marele Premiu al Austriei.

## Edițiile Marelui Premiu al Stiriei
Toate edițiile au avut loc pe Red Bull Ring.
| An   | Pole position  | Cel mai rapid tur | Pilotul câștigător | Constructorul câștigător | Raport |
| ---- | -------------- | ----------------- | ------------------ | ------------------------ | ------ |
| 2021 | Max Verstappen | Lewis Hamilton    | Max Verstappen     | Red Bull Racing-Honda    | Raport |
| 2020 | Lewis Hamilton | Carlos Sainz Jr.  | Lewis Hamilton     | Mercedes                 | Raport |